# Mantello (esogeologia)
Il mantello di un pianeta è la zona immediatamente inferiore alla crosta e che circonda il nucleo. È formato da materiale roccioso allo stato fuso, ed è rigido a causa dell'alta pressione degli strati sovrastanti. Si può affermare con ragionevole certezza che i silicati di magnesio sono il costituente principale di questa zona, perlomeno per i pianeti di tipo terrestre, ed in questi il mantello ha delimitazioni più precise e delimitate, perché le varie zone hanno caratteristiche ben differenti. Al contrario nei pianeti gassosi i vari confini sfumano lentamente l'uno nell'altro ed è più difficile distinguere nettamente i loro strati.

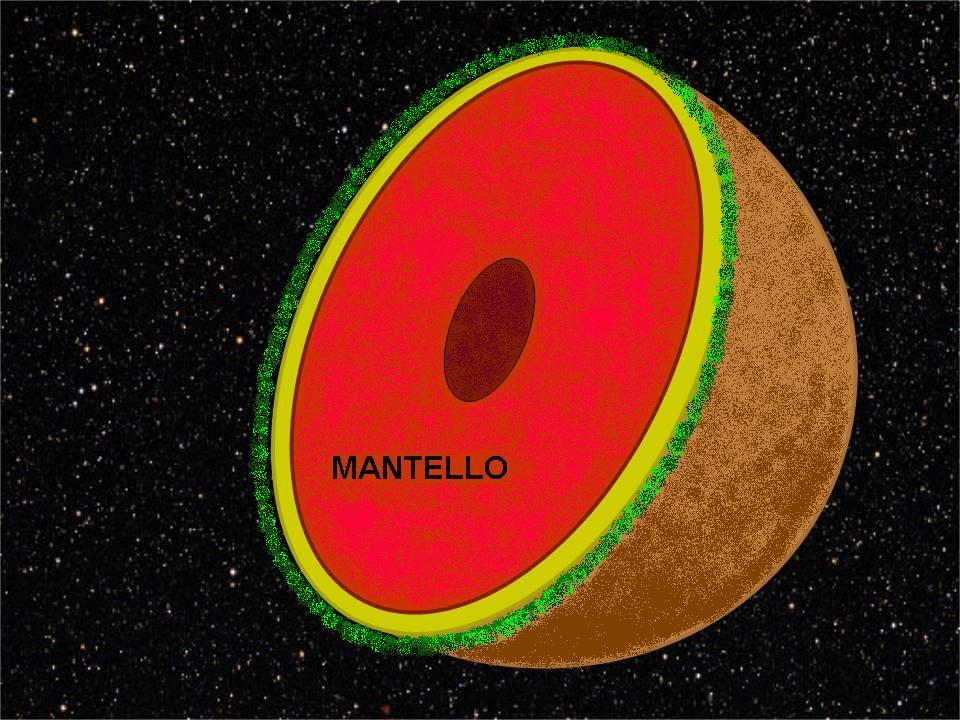
Mantello di un corpo planetario

Secondo i modelli di formazione planetaria, i pianeti seguono generalmente gli stessi processi: per prima, l'aggregazione dei materiali costituenti la nebulosa derivante dalla formazione di una stella, successivamente la distribuzione dei materiali più pesanti verso il centro del protopianeta, dovuta all'aumento enorme della pressione e del calore che si genera, e la distribuzione in tre fasce dei materiali dai più pesanti ai più leggeri partendo dal centro.
I pianeti rocciosi e pianeti gassosi si distinguono per le dimensioni e per la loro composizione: nei primi entreranno in gioco materiali come il ferro, il nichel e i silicati, nei secondi elementi leggeri come l'idrogeno e l'elio.
La resistenza del moto del mantello in un pianeta provoca un sovraccarico di tensione sulle placche tettoniche che poggiano sul mantello.
| Corpo celeste | Composizione del mantello                                                                      | Dimensioni del mantello                          |
| ------------- | ---------------------------------------------------------------------------------------------- | ------------------------------------------------ |
| Sole          | idrogeno, elio (zona radiativa e convettiva)                                                   | ~350.000 km + ~250.000 km                        |
| Mercurio      | Silicati simili a quelli terrestri                                                             | ~600 km                                          |
| Venere        | Roccia fusa di silicati                                                                        | ~3.000 km                                        |
| Luna          | Basalto                                                                                        | ~1.450 km                                        |
| Marte         | Roccia, silicati                                                                               | ~1.800 km                                        |
| Giove         | Silicio roccioso e idrogeno metallico, idrogeno a maggior pressione (stato molecolare liquido) | prima parte ~30.000 km, seconda parte ~25.000 km |
| Saturno       | Idrogeno                                                                                       | ~30.700 km                                       |
| Urano         | Acqua ghiacciata, ammoniaca, metano, carbonio, idrogeno ed elio                                | ~10.500 km                                       |
| Nettuno       | Ghiaccio fluido e convettivo composto da acqua, ammoniaca e metano                             | ~9.900 km                                        |
| Asteroidi     | Composizione chimica del Sole, meno idrogeno ed elio                                           | -                                                |
| Comete        | Ghiaccio frammisto a polvere e materiale oscuro                                                | -                                                |